# Sabella filialghifera
Sabella filialghifera är en ringmaskart som beskrevs av Chiereghini in Siebold 1850. Sabella filialghifera ingår i släktet Sabella och familjen Sabellidae. Inga underarter finns listade i Catalogue of Life.